# El Maâmoura
El Maâmoura (arabe : المعمورة) est une ville côtière de Tunisie située dans la région du cap Bon à 5 kilomètres au nord de Nabeul et en contiguïté avec Béni Khiar.
Rattachée administrativement au gouvernorat de Nabeul, elle constitue depuis le 3 mai 1966 une municipalité comptant 8 039 habitants en 2014.
La ville prend le nom d'un cap, le Ras Maâmoura, et est identifiée à une longue plage et à une sebkha de 450 hectares faisant l'objet d'une protection particulière en raison de la richesse de son écosystème.
Chaque été, la ville organise un festival pluriculturel appelé festival de Sidi Ben Daoud.

## Étymologie
Le nom de Maâmoura est dérivé des termes « habiter » ou « loger » et signifie donc « la terre ou l'endroit habité ». Selon Al Idrissi, dans son ouvrage de géographie descriptive intitulé Kitâb Nuzhat al Mushtâq, la ville a été autrefois appelée Tousihane ou Ksar Tousihane.

## Architecture et urbanisme
El Ksar et ses maisons sont considérés comme le quartier le plus ancien de la ville. Tousihane aurait été une ville punique dont les cavernes Bousalaâ pourraient être l'un des monuments caractéristiques[réf. nécessaire] même si cette question n'est pas encore tranchée ; cette région reste encore réservée aux fouilles archéologiques.
Les bâtiments du quartier méridional, articulé autour de l'actuelle rue Ahmed-Tlili, longue de 130 mètres et large de quatre mètres, sont également bâtis avec de la pierre tousihane mais la plupart des demeures ont été modifiées et restaurées au fil du temps. À l'est de ce quartier, l'oued Slam coulait vers le sud et se déversait dans les terres de Bir Hsan puis dans la mer. De nos jours, de nouvelles rues ont pris sa place.
Après El Ksar et le quartier méridional a été édifiée la mosquée, ainsi que le quartier septentrional articulé autour de l'actuelle rue Habib-Thameur. Longue de 190 mètres et large de trois mètres, cette rue se ramifie en impasses qui ne dépassent pas les quinze mètres de longueur. Tous ces quartiers ont en commun une similitude architecturale, la porte de la maison s'ouvrant sur un long vestibule menant à la cour. À l'est se trouvent des terres cultivées et à l'ouest le cimetière.
C'est dans la rue orientale que se trouvent les quartiers les plus récents, à l'exception du marabout Sidi Ben Daoud, le monument historique le plus célèbre dans la mémoire populaire, lui aussi bâti avec de la pierre tousihane.

## Maires
- 1966-1969 : Sadok Makhlouf (enseignant)
- 1969-1972 : Habib Makhlouf (instituteur)
- 1972-1975 : Abdelhamid Ben Slimane (avocat)
- 1975-1980 : Daoud Aissa (ingénieur)
- 1980-1990 : Rachid Zayani (instituteur)
- 1990-2005 : Abdelhamid Baâtout (inspecteur général de l'éducation)
- 2005-2011 : Tahar Ben Slimane (chirurgien)
- 2011-2012 : Habib Gattoussi (pilote)
- 2012-2017 : Samir Ben Slimane[2] (chirurgien)
- 2017-2019 : Zouhair Meddeb[3] (ingénieur)
- 2019-2023 : Abir El Fen[4] (architecte)

## Lagune
La lagune d'El Maâmoura, appelée aussi Sebkhet Sidi Ahmed Ben Daoued, est une zone humide de biodiversité, vitale pour les oiseaux migrateurs. Elle s'étend sur 94 hectares dans une dépression qui longe la côte, séparée de la mer par un cordon dunaire et une plage sablonneuse. Ce cordon dunaire joue un rôle de stabilisation de la côte et protège les terres agricoles au delà de la lagune.

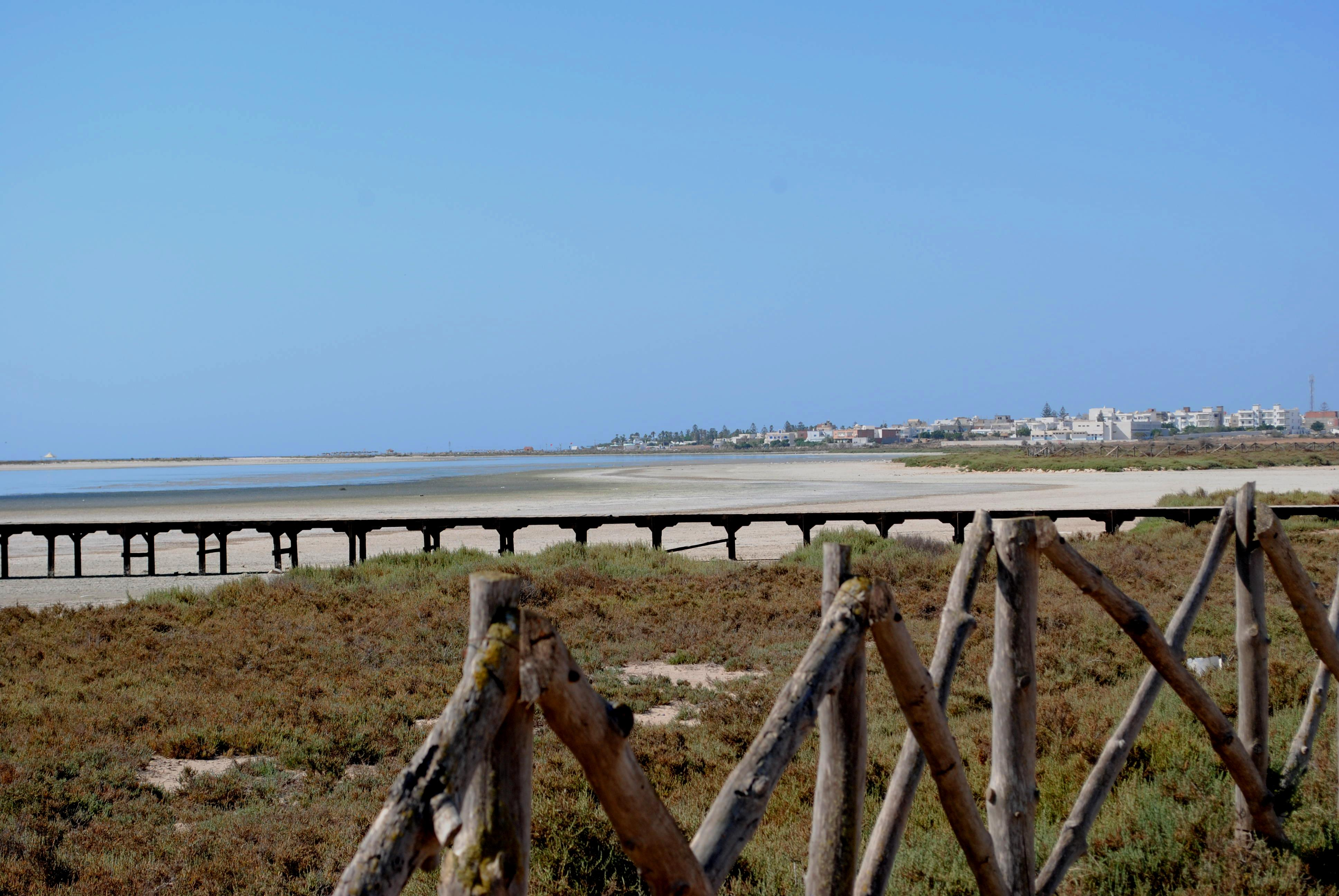
Lagune d'El Maâmoura.

La lagune constitue, avec un chapelet de trois autres lagunes s'étendant jusqu'au nord de Korba, un site Ramsar de 504 hectares et une zone importante pour la conservation des oiseaux (ZICO/IBA) classée par Birdlife International et où la chasse est interdite. L'alimentation en eau de la lagune est assurée par les eaux douces continentales et par la mer ; l'apport d'eau douce en hiver est faible (en moyenne 0,5 Mm3/an) et, contrairement aux deux lagunes de Korba, la lagune sèche en général en été.
L'ensemble des lagunes abrite des effectifs d'oiseaux d'eau qui dépassent les 20 000 individus et pour plusieurs espèces, plus de 1 % des effectifs de leur population y sont présents, comme le bécasseau minute (Calidris minuta, dont le seuil de 1 % se monte à 2 000 individus, avec des regroupements de plusieurs milliers au printemps et en automne). Quant aux quantités les plus impressionnantes de flamant rose (Phoenicopterus [ruber] roseus), d'échasse blanche (Himantopus himantopus), de glaréole à collier (Glareola pratincola) et de gravelot à collier interrompu (Charadrius alexandrinus), elles se rencontrent en fin d'été et s'observent donc plutôt dans les deux lagunes de Korba que dans celle d'El Maâmoura ou Tazarka. En hiver, les lagunes se remplissent de canards de surface hivernants (plusieurs milliers sur les quatre lagunes) et de tadorne de Belon (jusqu'à un millier sur les quatre lagunes). Au printemps, les oiseaux nicheurs s'installent en quantité, et d'autres s'y arrêtent avant de continuer vers des lieux de nidification en Eurasie (ils s'arrêtent aussi au retour en automne). El Maâmoura et les autres lagunes sont une étape clé pour les oiseaux d'eau, mais aussi les rapaces et passereaux : c'est le dernier arrêt où les oiseaux se concentrent, avec la pointe du cap Bon, avant la traversée de la Méditerranée.
Diverses espèces paléarctiques y passent également, comme des goélands (goéland railleur ou Larus geneї) et des sternes, notamment la guifette noire (Chlidonias niger), et beaucoup de petits échassiers (limicoles), voire certains autres limicoles, restent l'été dans les lagunes où de l'eau demeure (donc surtout celles de Korba). De plus, les oIseaux suivants nichent dans les quatre lagunes du site Ramsar dont celle d'El Maâmoura : l'échasse blanche (dont les effectifs totaux pour les quatre lagunes sont d'au moins 500 couples), le gravelot (ou pluvier) à collier interrompu (dont les effectifs totaux sont d'au moins 200 couples), la sterne naine (Sterna albifrons, dont les effectifs totaux sont au moins d'une centaine de couples).